# Hotel Bristol (Oslo)
 For alternative betydninger, se Hotel Bristol. (Se også artikler, som begynder med Hotel Bristol)
Hotel Bristol er et hotel i Kristian IVs gate 7 i centrum av Oslo. Det blev etableret i 1916 af den danske hotellmand Waldemar Jensen, som havde arbejdet som hovmester på Grand Hotel i Oslo.
Selve bygningen blev tegnet af Finn Rahn, og hotellet åbnede i 1920. Hotellet var særlig kendt for Den Mauriske Hall som Rahn havde fået inspiration til under et ophold i Marokko.
I 1960 blev hotellet udvidet med et tilbygning af F.S. Platou, og i midten af 1970'erne blev det overtaget af Olav Thon. Thon-gruppen ejer også et hotel ved Torgallmenningen i Bergen med samme navn.

## Andet
I 1939 blev Oslorapporten skrevet af Hans Ferdinand Mayer under hans ophold på hotellet.